# 濱田邦彦
濱田 邦彦（はまだ くにひこ、1968年5月31日 - ）は、日本の男性アニメーター、キャラクターデザイナー。三重県四日市市出身。マッドハウス所属。
代表作に、総作画監督・キャラクターデザインを務めた『NANA』、『俺物語!!』、『カードキャプターさくら クリアカード編』、『ちはやふる1〜3』がある。
浅香守生監督とタッグを組む作品が多い。

## 人物・来歴
代々木アニメーション学院名古屋校を経て、1990年にマッドハウスに入社。初めて携わったマッドハウス作品は『電脳都市OEDO808』。初動画は『ロードス島戦記』。
1990年前半、OVA『ファイナルファンタジー』から定期的に上海に行かされ、『YAWARA!』などの制作に参加していた。そこでアニメーションの芝居に興味を持つようになる。
尊敬する人物はアニメーター時代の安彦良和。好きな作品はダン・シモンズの小説『ハイぺリオン・シリーズ』。

## 作品リスト

### テレビアニメ
1994年
- D・N・A² 〜何処かで失くしたあいつのアイツ〜（原画）

1998年
- カードキャプターさくら（1998年 - 2000年、作画監督・原画）

2001年
- X -エックス-（作画監督）
- ギャラクシーエンジェル（作画監督）

2002年
- ちょびっツ（作画監督・レイアウト作監・総作画監督補佐・原画）

2003年
- TEXHNOLYZE（作画監督）
- 獣兵衛忍風帖 龍宝玉篇（原画）

2004年
- ごくせん（作画監督）
- MONSTER（2004年 - 2005年、総作画監督・作画監督）

2006年
- NANA（2006年 - 2007年、キャラクターデザイン・総作画監督）

2007年
- 逆境無頼カイジ（総作画監督・作画監督・原画）

2008年
- DEATH NOTE リライト2 Lを継ぐ者（原画）
- 狂乱家族日記（原画）
- 魍魎の匣（総作画監督・レイアウト作画監督・OP原画）

2009年
- キャシャーン Sins（作画監督・レイアウト作画監督補佐）

2010年
- 世紀末オカルト学院（作画監督補佐・原画）
- アイアンマン（作画監督補佐）

2011年
- ちはやふる（2011年 - 2012年、キャラクターデザイン・総作画監督・作画監督・OP&ED作画監督）

2012年
- BTOOOM!（OP原画）
- ポケットモンスター ベストウイッシュ シーズン2（原画）

2013年
- ちはやふる2（キャラクターデザイン・総作画監督・OP&ED作画監督）

2014年
- ノーゲーム・ノーライフ（作画監督・原画）

2015年
- 俺物語!!（キャラクターデザイン・総作画監督・OP作画監督・ED絵コンテ・演出・作画）

2016年
- ダイヤのA -SECOND SEASON-（作画監督）

2018年
- カードキャプターさくら クリアカード編（キャラクターデザイン）

2019年
- ちはやふる3（-2020年、キャラクターデザイン・総作画監督・作画監督）

2023年
- 山田くんとLv999の恋をする（キャラクターデザイン・作画監督）
- 葬送のフリーレン（作画監督）

2026年
- 淡島百景（キャラクターデザイン）

### 劇場アニメ
1991年
- うる星やつら いつだってマイ・ダーリン（動画）

1993年
- 獣兵衛忍風帖（動画チェック）

1995年
- アンネの日記（作画監督補）

1996年
- X -エックス-（作画監督補）

2000年
- 劇場版カードキャスターさくら 封印されたカード（作画監督）

2001年
- メトロポリス（原画）

2007年
- ピアノの森（作画監督）

2009年
- サマーウォーズ（作画監督）

2012年
- チベット犬物語 〜金色のドージェ〜（作画監督）

2017年
- 夜は短し歩けよ乙女（原画）
- 夜明け告げるルーのうた（原画）

2019年
- きみと、波にのれたら（原画）

### OVA
1990年
- ロードス島戦記（動画）

1992年
- 東京BABYLON（動画）
- 絶愛-1989-（動画）
- ダウンロード 南無阿弥陀仏は愛の詩（動画）

1993年
- A-Girl（動画）
- ザ・コクピット（動画）
- POPS （動画）
- お洒落小僧は花マルッ（動画）
- キッスは瞳にして（動画）
- お江戸はねむれない!（動画）
- 銃夢（動画）
- 人魚の傷（動画）

1996年
- 鉄腕バーディー（原画）

2011年
- 機動戦士ガンダムUC（作画監督）